# Berberis glazioviana
Berberis glazioviana là một loài thực vật có hoa trong họ Hoàng mộc. Loài này được Brade mô tả khoa học đầu tiên năm 1956.